# Abbey Wood
Abbey Wood is zowel de naam van een historisch bosgebied, als de naam van een wijk en ward (kiesdistrict) in het zuidoosten van de Britse metropool Groot-Londen. Abbey Wood wordt samen met het nabije Thamesmead in de toekomstvisie London Plan aangeduid als opportunity area.

## Ligging

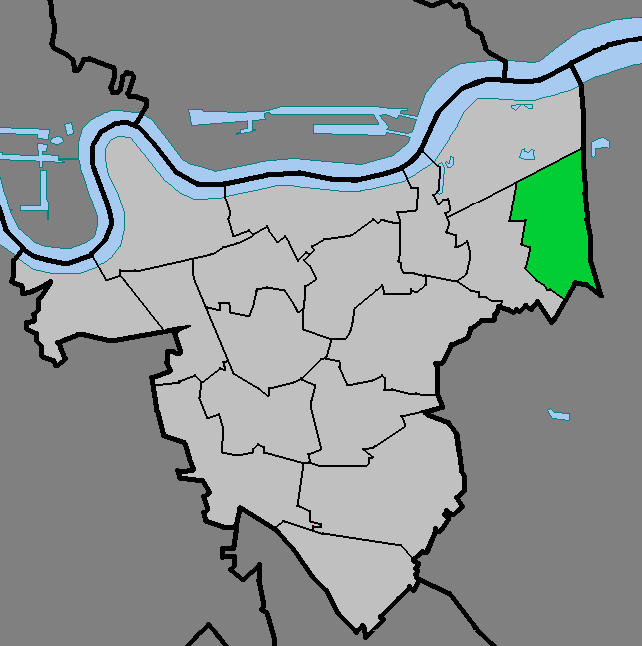
Abbey Wood (groen) als een van de 17 wards binnen de Royal Borough of Greenwich

Abbey Wood ligt deels op de noordhelling van een heuvel, Shooters Hill, deels in de alluviale vlakte van de rivier de Theems.
De wijk ligt oostelijk van Woolwich en Plumstead, gedeeltelijk in de Royal Borough of Greenwich, gedeeltelijk in de Borough of Bexley. Zoals veel Londense wijken, heeft ook de wijk Abbey Wood geen duidelijke grenzen. De ward Abbey Wood, die geheel binnen de borough Greenwich ligt, heeft dat wel en wordt in het westen en noorden begrensd door Plumstead en Thamesmead Moorings, beide eveneens behorend tot de borough Greenwich. Ten oosten van de ward liggen Thamesmead West en Lesnes Abbey, en in het zuiden ligt St. Michael's, alle drie gelegen in de borough Bexley. De twee laatstgenoemde wards worden meestal wel tot de wijk Abbey Wood gerekend.

## Geschiedenis

### Lesnes Abbey
Abbey Wood is genoemd naar het nabijgelegen bos (Engels: wood), dat vroeger behoorde tot de benedictijner abdij Lesnes Abbey, gesticht in 1178. De abdij bezat de meeste gronden in de omgeving en nam het voortouw bij de ontginningen. Bij de Dissolution of the Monasteries (1536-41) was Lesnes Abbey een van de eerste kloosters die vrijwel geheel met de grond gelijk gemaakt werden. Gespaard werd alleen het abtsverblijf, dat later in handen kwam van het Londense Christ's Hospital. De abdijruïnes zijn tot de dag van vandaag bewaard gebleven.

### Latere ontwikkeling
In 1849 opende station Abbey Wood, gelegen ten noorden van de oude dorpskern, waar een dozijn huizen en twee pubs stonden. Het gebied maakte na de komst van de spoorwegen een snelle ontwikkeling door. Tussen 1900 en 1930 bouwde de Royal Arsenal Co-operative Society tegen de heuvel aan de zuidzijde van het dorp de wijk Bostall Estate. Een andere wijk, Abbey Estate, werd tussen 1955 en 1959 gebouwd door de London County Council op moerasland ten zuiden van het station. Het noordelijk deel van de wijk langs de rivier de Theems was tot de jaren zestig eigendom van Royal Arsenal in Woolwich, maar werd daarna ontwikkeld als een van de grootste naoorlogse nieuwbouwwijken van Londen. Dit gebied, Thamesmead, wordt tegenwoordig meestal beschouwd als een aparte wijk.

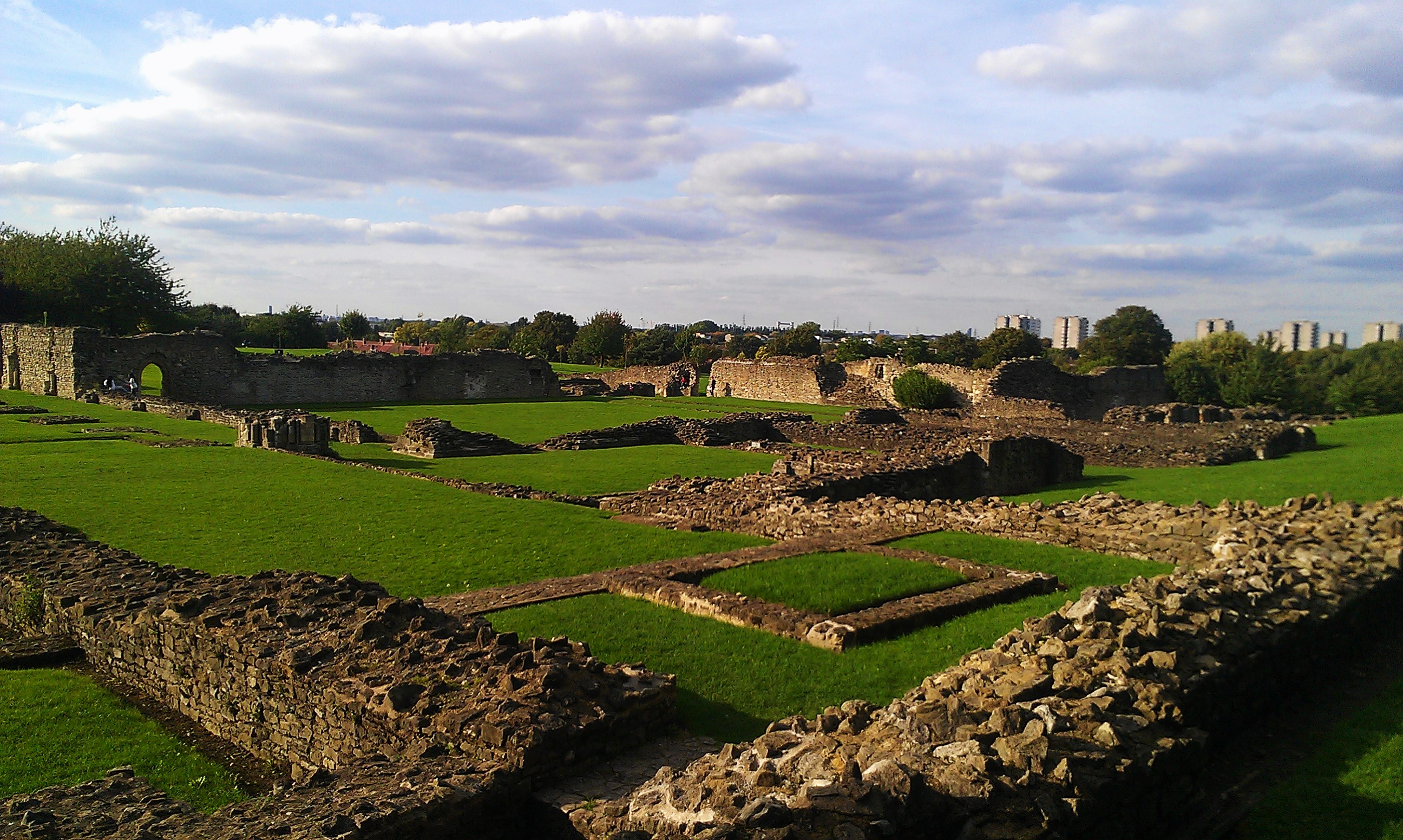
Ruïnes van Lesnes Abbey
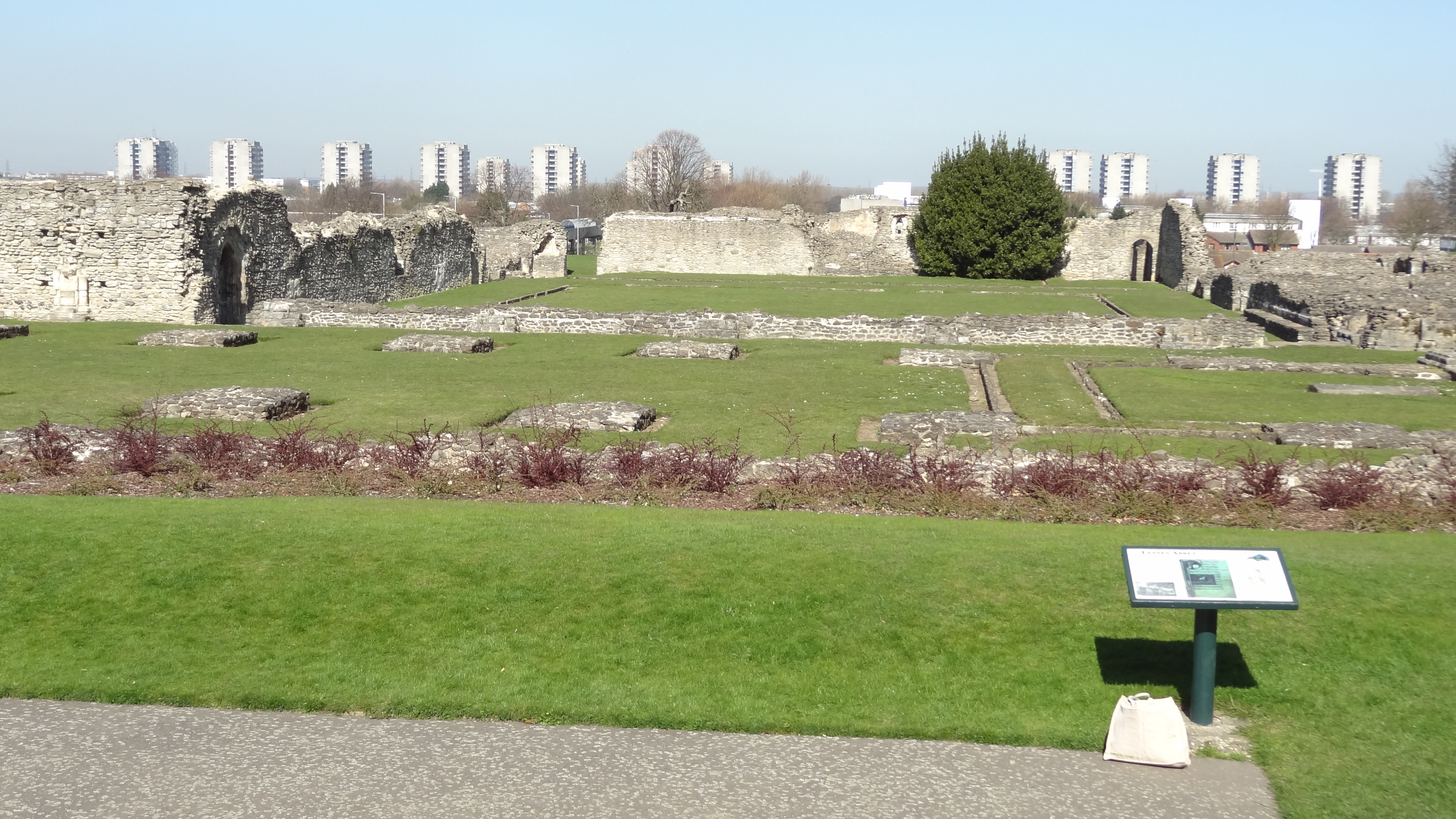
Idem, met flats Thamesmead
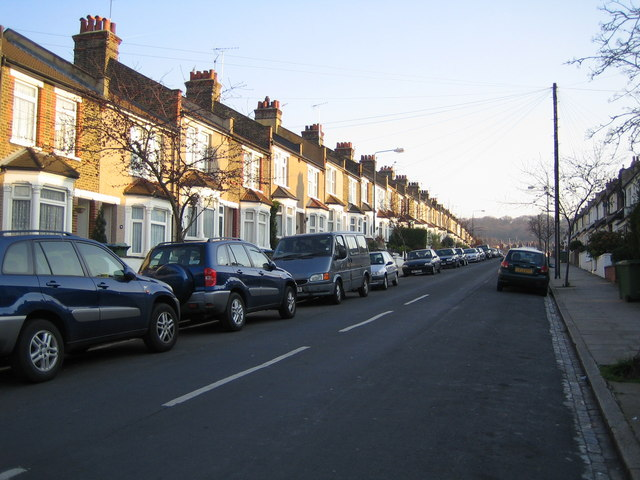
Typische straat
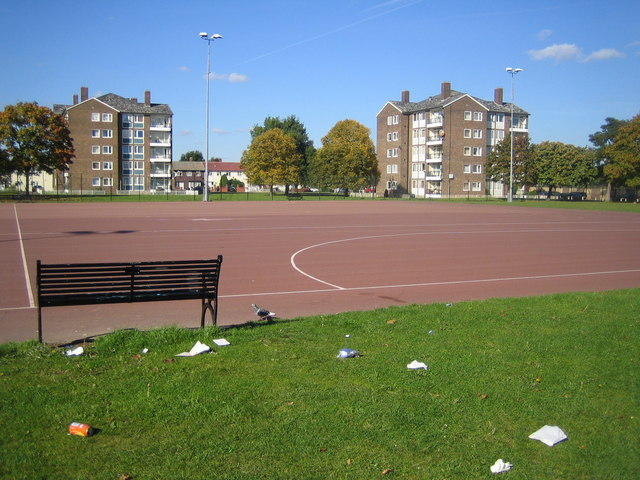
Panfield Road

## Verkeer en vervoer

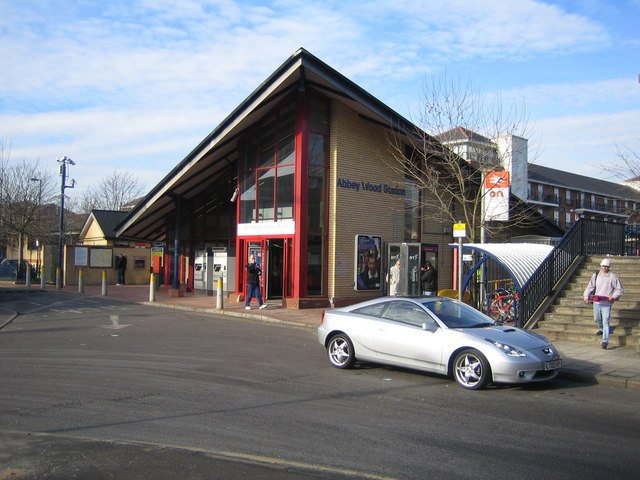
Station Abbey Wood (gesloopt in 2015)

De voornaamste verkeersweg in Abbey Wood is de A206, een belangrijke oost-westverbinding in Zuid-Londen. De dichtstbijzijnde mogelijkheid om de Theems over te steken is de Woolwich Ferry, een frequente veerdienst waarvan met name het auto- en vrachtverkeer veel gebruikmaakt. Voor voetgangers is er de Woolwich Foot Tunnel.
Station Abbey Wood is het spoorwegstation van Abbey Wood (en Thamesmead). Via de North Kent Line is Abbey Wood vanouds verbonden met Woolwich Arsenal, London Bridge en diverse plaatsen in Kent. In december 2018 is de opening gepland van de Elizabeth Line (de nieuwe naam voor Crossrail), dat Abbey Wood een snelle, grotendeels ondergrondse treinverbinding zal geven met de belangrijkste centra in Londen en de luchthaven Heathrow. In verband met de verwachte toename van het aantal reizigers is het oude stationsgebouw in 2015 gesloopt en wordt een nieuw station gebouwd.